# عامل النمو المحول ألفا
عامل النمو المحول ألفا (TGF-α) هو بروتين يتم ترميزه في البشر بواسطة جين TGFA gene . كعضو في عائلة عامل نمو البشرة (EGF) ، TGF-α هو عديد ببتيد محرض للانقسام. يقوم البروتين عند الارتباط بمستقبلات على سطح الخلية بتنشيط اشارات داخل خلوية.
والذي ينشط مسار الإشارات لتكاثر الخلايا وتمايزها. قد يعمل هذا البروتين بشكل مرتبط بالغشاء أو بشكل حر غير مرتبط. ارتبط هذا الجين بالعديد من أنواع السرطانات ، وقد يكون أيضًا متورطًا في بعض حالات الشفة المشقوقة أو مايدعى بالحنك المشقوق.

## االوظيفة
ينتج TGF-α من قبل البالعات وخلايا الدماغ والخلايا الكيراتينية. كما يحفز نمو الظهارة. باعتبار أن TGF-α هو عضو في عائلة EGF فإن الوظائف البيولوجية متشابهة. حيث يمكن ان يرتبط TGF-α بالمستقبل EGFR محفزاً لتئام الجروح والتكوين الجنيني. يلعب TGF-α دوراً في تكوين الأورام حيث يعتقد أنه يعزز تكوين الأوعية الدموية.

سبيل الاشارة الناتج عن ارتباط عامل النمو المحول الفا مع مستقبل EGF

### قراءة معمقة
- Transforming+Growth+Factor+alpha في المكتبة الوطنية الأمريكية للطب نظام فهرسة المواضيع الطبية (MeSH).